# Erioptera melanderiana
Erioptera melanderiana là một loài ruồi trong họ Limoniidae. Chúng phân bố ở miền Tân bắc.